# フラッグ!
『フラッグ!』（FLAG!）は、堀田あきおによる日本の青年漫画作品。『ヤングキング』（少年画報社）にて連載。1994年に『埼玉県暴走最前線 フラッグ! 死にものぐるいの青春!!』（さいたまけんぼうそうさいぜんせん フラッグ! しにものぐるいのせいしゅん）のタイトルでアニメ化されている。

## 書誌情報
- 堀田あきお 『フラッグ!』少年画報社〈ヤングキングコミックス〉、全5巻
  1. 1992年9月26日発売 ISBN 4-7859-1334-7
  2. 1993年3月24日発売 ISBN 4-7859-1351-7
  3. 1993年6月23日発売 ISBN 4-7859-1363-0
  4. 1993年11月22日発売 ISBN 4-7859-1383-5
  5. 1995年5月24日発売 ISBN 4-7859-1455-6

## OVA

### キャスト
- 山崎ノボル：関俊彦
- 丸山アキラ：山口勝平
- ：茶風林
- クミ：久川綾
- ：北村弘一
- 藤巻：大塚明夫
- ：中村大樹
- ：山口健
- ：滝沢ロコ
- ：大友龍三郎

### スタッフ
- 原作：堀田あきお（少年画報社刊「ヤングキング」増刊「アワーズ」連載）
- 監督：出﨑哲
- 演出：棚橋一徳、前島健一
- 絵コンテ：四分一節子
- 脚本：近藤真智子
- キャラクターデザイン：いのまたむつみ
- 作画監督：高橋英樹
- 音楽：中島優貴
- 制作協力：マジックバス
- 製作：バップ
- テーマ曲「だいじょーぶっっ!!」（歌：久川綾）

### 映像ソフト
- 『埼玉県暴走最前線 フラッグ! 死にものぐるいの青春!!』 1994年12月1日発売 VHS:VPVV-63447
- 『埼玉県暴走最前線 フラッグ! 死にものぐるいの青春!!』 1994年12月21日発売 LD:VPLV-70511